# Video4Linux
Video4Linux o V4L es una API de captura de video para Linux. Muchas webcams USB, sintonizadoras de tv, y otros periféricos son soportados. Video4Linux está integrado con el núcleo Linux.
V4L está en su segunda versión (V4L2). El V4L original fue incluido en el ciclo 2.1.X de desarrollo del núcleo Linux. Video4Linux2 arregla algunos fallos y apareció en los núcleos 2.5.X. Los controladores para Video4Linux2 incluyen un modo de compatibilidad para las aplicaciones Video4Linux1, aunque el soporte puede ser incompleto y se recomienda usar hardware V4L2 en modo V4L2.
- Ekiga
- FreeJ
- GStreamer
- kdetv
- MPlayer
- MythTV
- Skype
- tvtime
- VLC media player
- xawtv